# Light novel
Light novel (jap. ライトノベル raito noberu) – japoński gatunek powieści. Jest ona zazwyczaj ilustrowana, skierowana głównie do młodzieży i młodszych dorosłych. Termin light novel jest japońskim anglicyzmem (wasei-eigo). Stosuje się również formy skrócone ranobe (jap. ラノベ) i rainobe (jap. ライノベ).

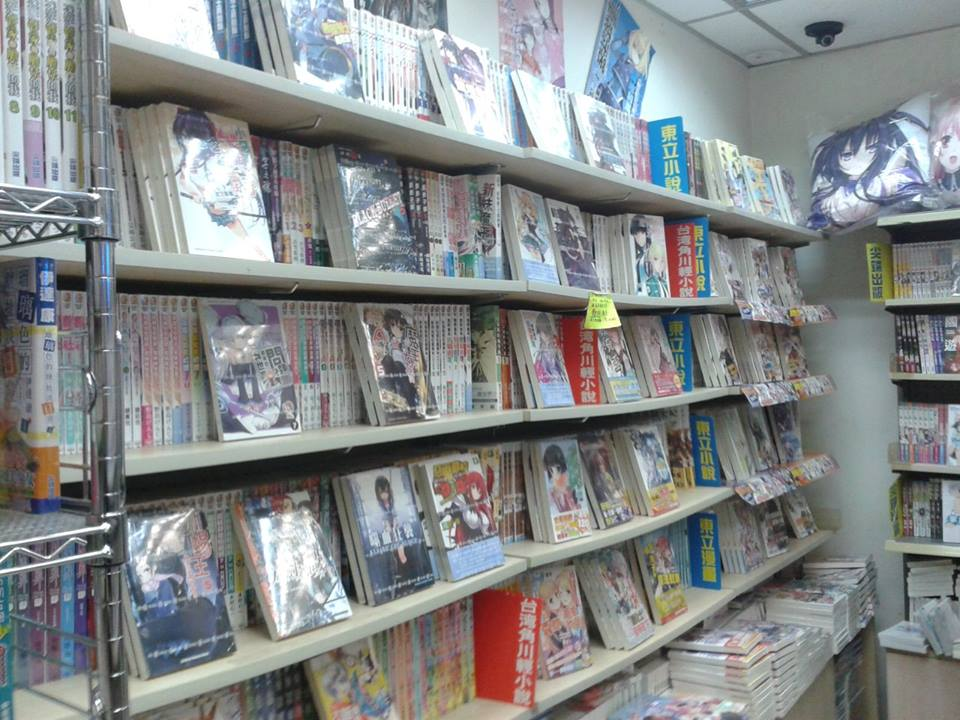
Księgarnia light novel w Makau

W ostatnich latach na podstawie takich powieści tworzone są mangi, anime, a także filmy aktorskie. Często są one drukowane w odcinkach w magazynach literackich, takich jak Faust, Gekkean Dragon Magazine, Za Sunika czy Dengeki hp.
Z uwagi na dużą popularność japońskie wydawnictwa organizują coroczne konkursy dla autorów, w których nagrodą może być m.in. publikacja nagrodzonej powieści. Największym z tych konkursów jest Dengeki Shousetsu Taishou z główną nagrodą miliona jenów, na który corocznie wpływa ponad 2500 zgłoszeń.
Light novel są wyraźnie oznaczane i publikowane jako tanie edycje w miękkich okładkach. Sfinansowane przez japoński rząd badania wskazują, że w 2006 roku rynek tego typu powieści wart był około 46 miliardów jenów, przy około 78 milionach egzemplarzy rocznej sprzedaży. Większa część rynku (około 70%) należy do Kadokawa Group Holdings.
Powieści te wydawane są również poza Japonią, przede wszystkim w Stanach Zjednoczonych.